# Bandola
Con el nombre de bandola se conoce a distintos instrumentos de cuerda usados antiguamente en España, donde fue de gran importancia durante el siglo XVII para el desarrollo del fandango flamenco y el llamado estilo "abandolao", y en la actualidad en Venezuela, Colombia y Chile,  de gran variedad de formas que las identifican en construcción e interpretación musical.
Bandola es la representación de un género de cordófonos, de forma y estilo bandolado, de uso tradicional en América Latina.

## Tipos de Bandolas

### Bandola Central
Se encuentra presente en los estados Aragua, Carabobo, Miranda y Guárico (llamada por eso Bandola Guariqueña), posee cuatro órdenes dobles y sus cuerdas son de metal, se ejecuta con plectro.

Este instrumento forma parte de la cultura del joropo central compartiendo junto con el arpa central o tuyera las máximas voces dentro de la interpretación y baile de esta expresión tradicional. Se considera entre los bandolistas centrales el maestro Juan Esteban García.

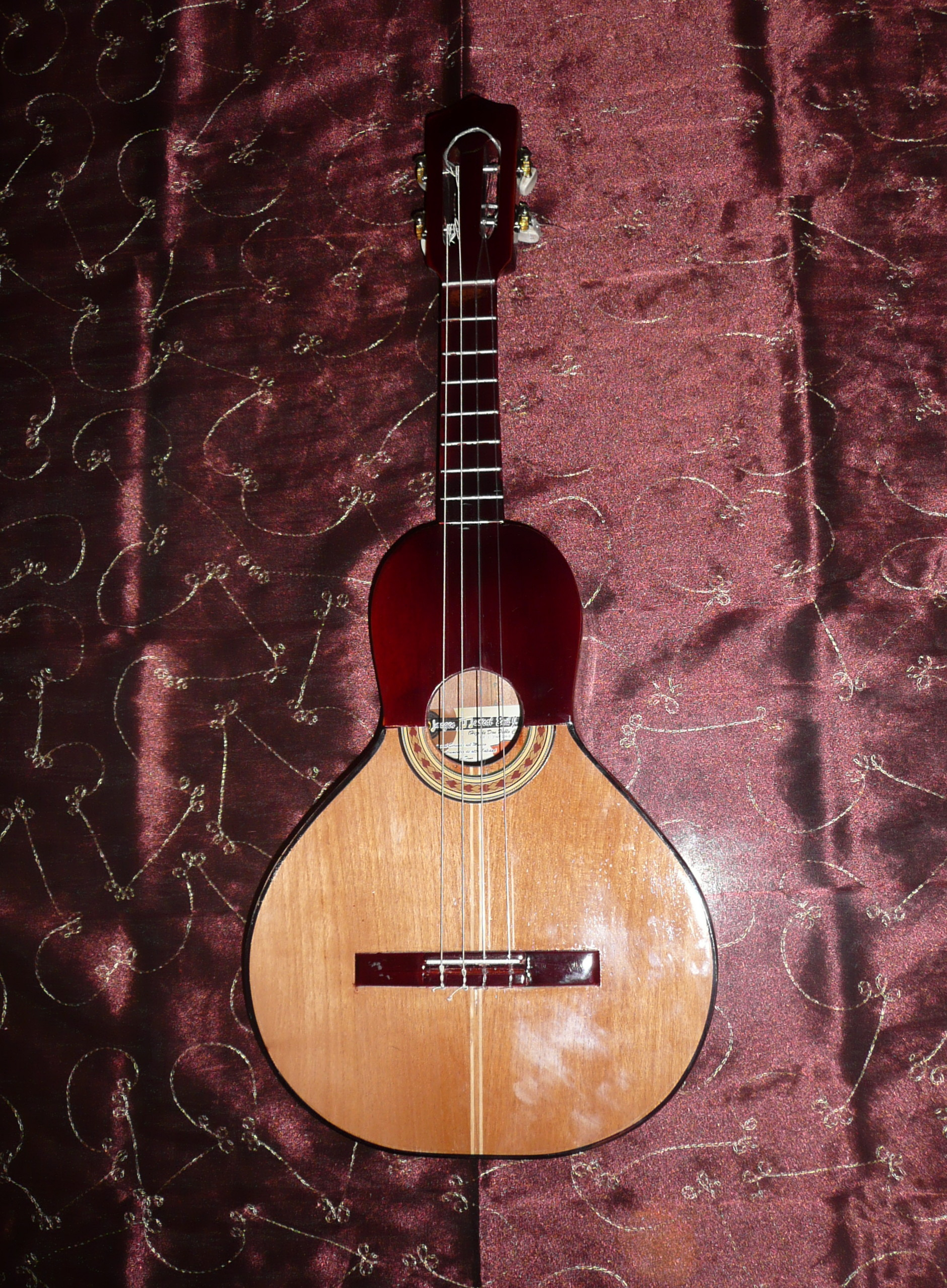
Bandola llanera.

### Bandola Llanera
De cuatro órdenes simples, cuya afinación es LA, RE, LA, MI; desde la cuerda más grave a la más aguda. Originalmente es un instrumento que se toca en los llanos venezolanos, fue difundido en Venezuela a partir de que el músico llanero Anselmo López se hiciera famoso como ejecutante de este instrumento. 
Es acompañante en el joropo llanero, denominada “pin-pon” por corresponderle llevar el ritmo de los bordones, y que generalmente, sustituye la melodía del Arpa llanera, en algunos casos.  Tradicionalmente la bandola no tenía más de siete trastes, y como ha ocurrido con varios instrumentos folclóricos del Mundo, el desarrollo de las habilidades de los músicos empezó a animar a los constructores a modificar la bandola agregándole más trastes.
En la actualidad hay grandes intérpretes de la bandola llanera entre los cuales destacan Juan Esteban Garcia,  Saúl Vera,  Ismael Querales,  Moisés Torrealba, Cheo Hurtado, Jonni Colmenares,  Roberto Perez Oraa,  Héctor Hernández,  Denny Lobo,  Franco Bortolotti,  Gerson García,  Juan Carlos Silva,  Luis Guillermo Torrealba,  Miguel Hernández, Francisco Jota, Mafer Bandola entre otros. Esta nueva generación de bandolistas esta trabajando arduamente para llevar a un nuevo nivel de musicalidad dicho instrumento tan importante en esta parte de Venezuela.

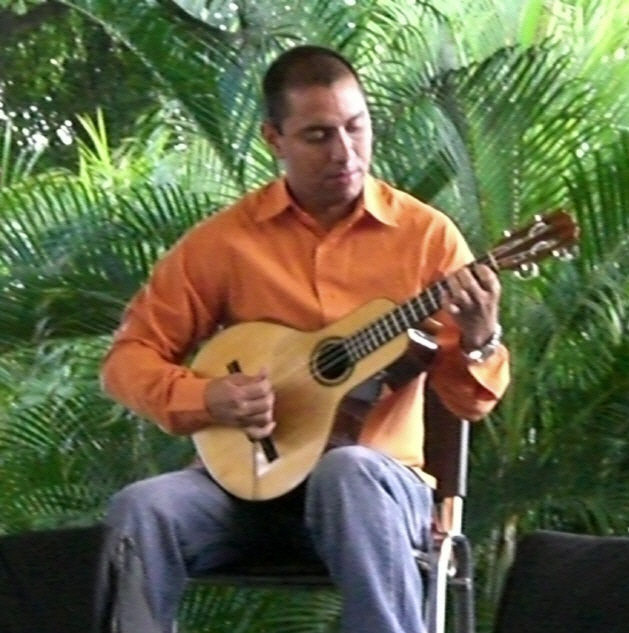
Moisés Torrealba tocando una bandola llanera.

Las afinación de la bandola llanera:
- Bandola llanera:
- 1. Primera: La (nota) "A2"
- 2. Segunda: Re (nota) "D3"
- 3. Tercera: La (nota) "A3"
- 4. Cuarta : Mi (nota) "E4"

### Bandola Oriental

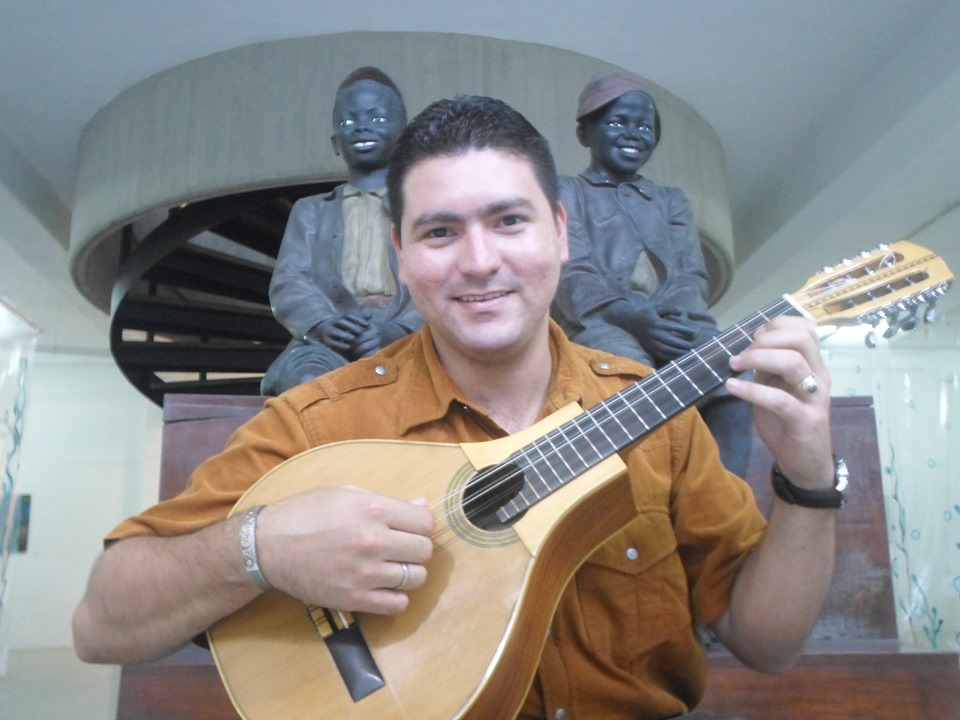
Antonio Elias Facure Cova, músico de gran trayectoria, ejecutante de la bandola oriental y otros instrumentos de cuerda. Ateneo de Carúpano, Estado Sucre, Venezuela. El maestro Facure se encuentra radicado desde 2018 en Cali - Colombia

Es un instrumento de plectro, típicamente venezolano, que pertenece a la familia de las bandolas tiene cuatro órdenes dobles; está encordada generalmente con cuerdas de nailon, y algunos músicos como el margariteño Beto Valderrama Patiño las intercala también con cuerdas de metal, además posee una caja de resonancia más grande y profunda que la de la llanera. Generalmente en la parte superior de su caja es recta, es decir, la pera está picada en su parte más angosta. Sus cuerdas suenan con un plectro. Se ejecuta mayormente en los estados Anzoátegui, Monagas, Sucre y Nueva Esparta. En ella pueden sonar polos, galerones, malagueñas, joropos con estribillos, fulía, gaita, polo, malagueña, merengue y jota o diversiones orientales. Sus principales ejecutantes fueron Cruz Quinal, el “Rey del Bandolín Morocho”; y Daniel Mayz quienes dejaron de existir, mas, dejaron su legado en muchos discípulos. Entre sus principales intérpretes se encuentran el maestro Ricardo Sandoval, Milagros Figuera, Jesús Marin, Beto Valderrama Patiño, Antonio Elias Facure Cova y Gollo Enis. 
Se dice que una de las características principales de esta bandola es que los hombros que unen el brazo con el cuerpo son cuadrados, aunque encontramos esta forma también en algunas bandolas centrales. La afinación más común es La, Re, Sol, Do; de las cuerdas más agudas a las más graves. Es importante destacar que los últimos dos órdenes dobles correspondientes al sol y al do son octavados.

### Bandola Guayanesa
Tiene cuatro órdenes dobles de cuerdas de metal y combina el sonido de la bandola llanera con el de la oriental. Se conoce gracias al trabajo de  Asdrubal “Cheo” Hurtado, cuyos maestros fueron Carmito Gamboa, padre de su padrino y maestro Cuatrista el gran Hernán Gamboa y los hermanos Pantoja, 
Además de la proyección de parte de grupos como Un solo pueblo, “Convenezuela” y “Luango”. 
En la bandola guayanesa pueden sonar joropos, polcas, valses, diversiones.

### Bandurria / bandola andina
La bandola andina / bandurria (familia de la bandurria) es de seis órdenes dobles de doce (12) cuerdas, es ejecutada con plectro, se encuentra presente en Colombia y otros países.

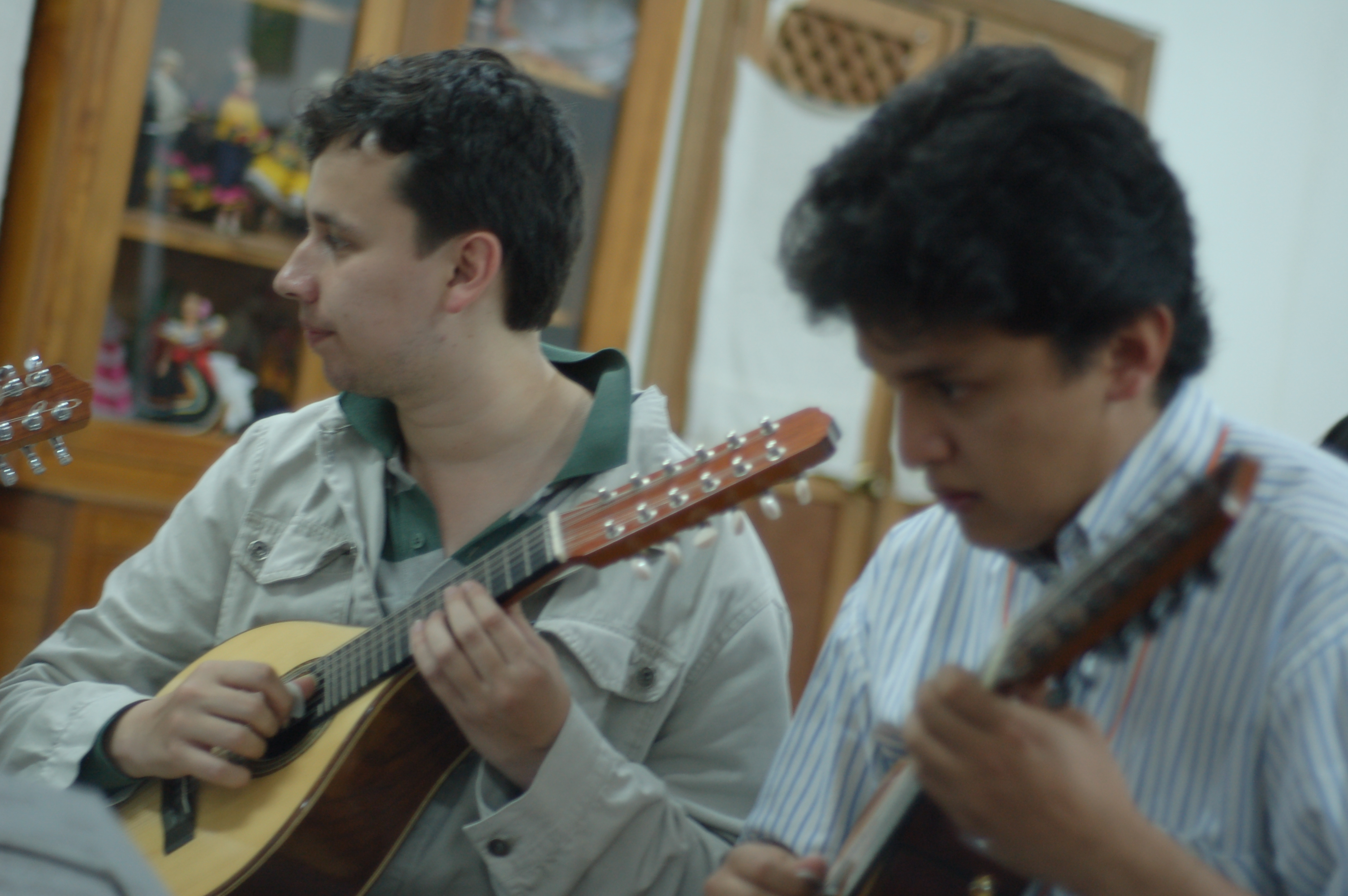
Intérpretes musicales con la bandola andina.

Es un instrumento musical que se deriva de la bandurria y la mandolina; con  sonido vibrante, que sirve para interpretar ritmos tradicionales de la zona andina de Colombia, usualmente acompañado de un tiple y una guitarra, en el formato de trío, en el cual desempeña el papel de melódico por su amplio registro. 
Se denomina bandola andina, al estilo, diseño y sonido de la bandurria formada en América del Sur, que se diferencia de la bandurria europea, pero al mismo tiempo mantiene sus mismas características básicas, en cuanto a forma y número de cuerdas (6 órdenes dobles, de 12 cuerdas);  se le llama ‘bandola’, por formar parte del estilo bandolado y ‘andina’ porque se originó en la cordillera de los Andes; a este tipo de bandurria, se le tipifica con la denominación de bandola andina, de igual forma como se hace con las diferentes formas de guitarras, como son la: guitarra de flamenco, guitarra italiana, guitarra campesina, etc. 
Actualmente este cordófono ha alcanzado un gran nivel, tanto en la construcción, como en su forma de interpretar, trayendo a su ámbito la música universal, y las técnicas de otros instrumentos de púa, como la mandolina. Entre los bandolistas andinos más importantes están: Pedro Morales Pino, Diego Estrada Montoya, Plinio Herrera Timarán, Jesús Zapata Builes, Francisco Cristancho Salamanca, Luis Fernando "El Chino" León Rengifo, Diego Saboya González, Fabián Forero Valderrama, entre otros.
Por su versatilidad y sonoridad, se ejecuta actualmente en diferentes aires musicales, tanto andinos y no andinos, como lo es: pasillo, bambuco, tango, milonga, polca, etc. 
La bandola andina (bandurria, de 12 cuerdas) y la bandola andina colombiana (bandolina, de 16 cuerdas), son bandolas (género) que tienen el mismo origen de formación, y se tiende a confundirlos entre ellos, por tener similar formato de sonidos.
La mandolina (de 8 cuerdas), la bandola andina (de 12 cuerdas) y la bandolina (de 16 cuerdas), son instrumentos musicales distintos, por sonido, forma y número de cuerdas; pero de forma general se tiende a confundirlos entre ellos, en su nombre o denominación.
La afinación de la bandurria (de origen suramericano):
- Bandola andina (/bandurria):

1. Primeras: Sol  (G5)
2. Segundas: Re (D5)
3. Terceras: La (A4)
4. Cuartas: Mi (E4)
5. Quintas: Si (B3)
6. Sextas: Fa # (F#3)

Para bandola andina colombiana / bandolina  ver bandolina